# Dylan Bronn
Dylan Daniel Mahmoud Bronn (Cannes, 19 de junio de 1995) es un futbolista franco-tunecino que juega en la demarcación de defensa para el Servette F. C. de la Superliga de Suiza.

## Selección nacional
Hizo su debut con la selección de fútbol de Túnez el 28 de marzo de 2017 en un encuentro amistoso contra Marruecos que finalizó con un resultado de 1-0 a favor del combinado marroquí tras un autogol de Hamza Younès. El 2 de junio fue elegido por el seleccionador Nabil Maâloul para disputar la Copa Mundial de Fútbol de 2018.
Jugó dos partidos en el Mundial, y anotó un gol en la goleada sufrida por Túnez frente a Bélgica por 5 a 2.
En la Copa Africana de Naciones 2019, su equipo consiguió llegar hasta semifinales, donde fueron vencidos por 1-0 ante Senegal con un gol en propia puerta de Bronn en la prórroga.

### Goles con la selección nacional
| # | Fecha                   | Estadio                                 | Oponente          | Gol | Resultado | Competición                        |
| - | ----------------------- | --------------------------------------- | ----------------- | --- | --------- | ---------------------------------- |
| 1 | 23 de junio de 2018     | Otkrytie Arena, Moscú, Rusia            | Bélgica           | 1-2 | 2-5       | Copa Mundial de Fútbol de 2018     |
| 2 | 3 de septiembre de 2021 | Estadio Olímpico de Radès, Radès, Túnez | Guinea Ecuatorial | 1-0 | 3-0       | Clasificación para el Mundial 2022 |

## Clubes
| Club                    | País    | Año       | Partidos | Goles |
| ----------------------- | ------- | --------- | -------- | ----- |
| A. S. Cannes            | Francia | 2013-2016 | 42       | 4     |
| Chamois Niortais F. C.  | Francia | 2016-2017 | 35       | 2     |
| K. A. A. Gante          | Bélgica | 2017-2019 | 77       | 10    |
| F. C. Metz              | Francia | 2020-2022 | 79       | 3     |
| U. S. Salernitana 1919  | Italia  | 2022-2024 | 30       | 0     |
| Servette F. C. (cedido) | Suiza   | 2024      | 13       | 0     |
| U. S. Salernitana 1919  | Italia  | 2024-2025 | 25       | 0     |
| Servette F. C.          | Suiza   | 2025-     |          |       |

## Palmarés

### Títulos nacionales
| Título        | Club           | País  | Año  |
| ------------- | -------------- | ----- | ---- |
| Copa de Suiza | Servette F. C. | Suiza | 2024 |